# Mino Giarda
Guglielmo Giarda (Venezia, 2 agosto 1928 – Roma, 28 marzo 2024) è stato uno sceneggiatore italiano.

## Biografia
Laureato in giurisprudenza, negli anni '60 entra nel mondo del cinema come assistente alla regia di Damiano Damiani, lavorando poi nello stesso ruolo anche accanto a Mario Mattoli, Roberto Malenotti, Florestano Vancini, Alberto Lattuada, Steno, Carlo Lizzani e Giorgio Capitani fino alla seconda metà degli anni '70.
Nel 1966 scrive due film d'avventura per il regista Nick Nostro, collaborando poi con Carlo Lizzani prima alla sceneggiatura del film San Babila ore 20: un delitto inutile (1976) e poi a Storie di vita e malavita (1975), per il quale, all'insaputa di Lizzani, realizza anche inserti hard presenti solo nelle copie distribuite all'estero. 
Nel 1976 dirige il dramma romantico Per amore.

## Filmografia

### Sceneggiatore
- Tre notti violente, regia di Nick Nostro (1966)
- Superargo contro Diabolikus, regia di Nick Nostro (1966)
- Storie di vita e malavita, regia di Carlo Lizzani (1975)
- Per amore, anche regia (1976)
- San Babila ore 20: un delitto inutile, regia di Carlo Lizzani (1976)

### Regista
- Per amore (1976)